# Aleksandrowsk Sachaliński
Aleksandrowsk Sachaliński – miasto w Rosji, w obwodzie sachalińskim, na Sachalinie nad Cieśniną Tatarską. Około 12,2 tys. mieszkańców (2005).
Założone w roku 1869 (jako Port Aleksandrowsk), prawa miejskie otrzymał w 1917 roku. W latach 1918–1925 pod okupacją japońską.
W roku 1896 władze carskie zgodziły się na utworzenie parafii katolickiej dla Polaków-zesłańców na Sachalinie. Kościół wznieśli w roku następnym katorżnicy polscy. W 1909 roku odwiedził ją biskup sufragan mohylewski Jan Cieplak. Oprócz polskiego kościoła istniała tu także polska szkoła początkowa im. Maurycego hr. Beniowskiego. Po powrocie Aleksandrowska do Rosji Radzieckiej (1925) życie polskiej społeczności uległo ograniczeniom. Część Polonii (m.in. szkoła) przeniosła się wówczas do południowej, japońskiej, części Sachalinu (gdzie w Toyoharze działała polska parafia katolicka, biblioteka oraz czytelnia).
W Aleksandrowsku urodził się Witold Płoski (1897–1951), polski inżynier rolnictwa, attaché ambasady polskiej w Londynie.
W mieście rozwinął się przemysł rybny oraz drzewny.